# Eleições parlamentares europeias de 2014 (Estónia)
As eleições parlamentares europeia de 2014 na Estónia, realizaram-se a 25 de maio e, serviram para eleger os 6 deputados nacionais ao Parlamento Europeu.

## Resultados Oficiais
| Partido                 | Partido                        | Votos   | %               | +/-   | Deputados | +/-     |
| ----------------------- | ------------------------------ | ------- | --------------- | ----- | --------- | ------- |
|                         | Partido Reformista             | 79 849  | 24,31 / 100,00  | 8,98  | 2 / 6     | 1       |
|                         | Partido do Centro              | 73 419  | 22,35 / 100,00  | 3,72  | 1 / 6     | 1       |
|                         | União Pro Patria e Res Publica | 45 765  | 13,93 / 100,00  | 1,71  | 1 / 6     | Estável |
|                         | Partido Social-Democrata       | 44 550  | 13,56 / 100,00  | 4,87  | 1 / 6     | Estável |
|                         | Indrek Tarand                  | 43 369  | 13,20 / 100,00  | 12,61 | 1 / 6     | Estável |
|                         | Partido Popular Conservador    | 13 247  | 4,03 / 100,00   | Novo  | 0 / 6     | Novo    |
|                         | Tanel Talve                    | 10 073  | 3,07 / 100,00   | Novo  | 0 / 6     | Novo    |
|                         | Silver Maikar                  | 6 018   | 1,83 / 100,00   | Novo  | 0 / 6     | Novo    |
|                         | Partido da Independência       | 4 158   | 1,27 / 100,00   | Novo  | 0 / 6     | Novo    |
|                         | Outros                         | 8 045   | 2,45 / 100,00   |       | 0 / 6     |         |
| Votos Inválidos         | Votos Inválidos                | 1 273   | 0,14 / 100,00   | 0,41  |           |         |
| Total                   | Total                          | 329 766 | 100,00 / 100,00 |       | 6 / 6     |         |
| Eleitorado/Participação | Eleitorado/Participação        | 902 873 | 36,52 / 100,00  | 7,36  |           |         |
| Fonte                   | Fonte                          | [ 1 ]   | [ 1 ]           | [ 1 ] | [ 1 ]     | [ 1 ]   |